# Alexandriai Zénodotosz
Zénodotosz (Ζηνόδοτος) görög (Epheszosz, i. e. 330 – ?, i. e. 260) nyelvtudós, irodalomkritikus, homéroszi tudós és az Alexandriai könyvtár első könyvtárosa volt. Efézusban született és a Kószi Philitasz tanítványa volt. Az első két Ptolemaiosz uralkodása alatt élt, és Kr.e. 280 körül volt karrierje csúcsán.

## Életrajz
Zénodotosz volt az Alexandriai könyvtár első felügyelője és Homérosz első kritikai szerkesztője (διορθωτής). Kr. e. 284-ben a ptolemaioszi udvar Zénodotoszt nevezte ki a könyvtár első igazgatójává és egyben a királyi gyermekek hivatalos tanítójává. Kollégái az Alexandrosz Aitólosz (Ἀλέξανδρος ὁ Αἰτωλός) és Khalkisz Lycophron (Λυκόφρων ὁ Χαλκιδεύς) voltak, akiknek a tragikus és a komikus írókat osztották ki, Homérosz és más epikus költők pedig Zénodotoszhoz kerültek.

## Művei
Bár önkényességgel és a görög nyelv elégtelen ismeretével vádolták, recenziója kétségtelenül szilárd alapot teremtett a későbbi kritika számára. Miután összeválogatta a könyvtárban található különböző kéziratokat, törölte vagy obelusszal jelölte a kétséges verseket, áthelyezte vagy megváltoztatta a sorokat, és új olvasatokat vezetett be. Valószínű, hogy ő volt a felelős a homéroszi költemények egyenként huszonnégy könyvre való felosztásáért, és valószínűleg ő volt a szerzője az Iliász napjainak kiszámításának a Tabula Iliacában.

### Homéroszi glosszák
Úgy tűnik, hogy nem írt rendszeres kommentárt Homéroszhoz,de homéroszi γλῶσσαι, "szokatlan szavak, glosszák listái") valószínűleg a forrása volt azoknak a Homérosz-magyarázatoknak, amelyeket a grammatikusok Zénodotosznak tulajdonítanak. Előadásokat tartott Hésziodoszról, Anakreónról és Pindaroszról is, bár nem adott ki műveket róluk. A Szuda-lexikon eposzi költőnek nevezi, és a Görög Antológiában (Anthologica Graeca) három epigrammát is neki tulajdonítanak.

### Könyvtárszervezés

#### Osztályozás
Zénodotosz egyéb tudományos munkái mellett olyan osztályozási rendszert vezetett be az Alexandriai könyvtárban található anyagokon, amelyek során a szövegeket témájuk (vers vagy próza, irodalmi vagy tudományos), valamint a különböző alosztályozások alapján külön termekben helyezték el.

#### Rendszerezés
Zénodotosz a műveket a témákon belül a szerző nevének első betűje szerint, ábécérendbe rendezte. Az alfabetikus rendezés elvét Zénodotosz vezette be.

#### Címkézés
Ezen kívül a könyvtár munkatársai minden tekercs végére egy kis címkét is ragasztottak. Ezek a cédulák a szerzők nevét és egyéb azonosító adatokat is tartalmaztak. Ha hiányzott a cím, akkor Zénodotosznak ki kellett tekernie a tekercset, és át kellett néznie a szöveget. Ez alapján írta meg a címkét. Az ilyen címkék lehetővé tették azt, hogy a tekercsek a leginkább nekik való helyre kerüljenek, és azt is biztosították, hogy a könyvtárhasználóknak ne kelljen minden tekercset letekerniük ahhoz, hogy lássák, mit tartalmaznak. Ez volt az első a metaadatok első feljegyzett felhasználása, amely mérföldkő a könyvtártörténetben. Csak a Kr. u. 2. században jelenik meg a teljesebb ábécés rendszerezés.

## Fordítás
- Ez a szócikk részben vagy egészben  a   Zenodotus című angol Wikipédia-szócikk ezen változatának fordításán alapul.  Az eredeti cikk szerkesztőit annak laptörténete sorolja fel. Ez a jelzés csupán a megfogalmazás eredetét és a szerzői jogokat jelzi, nem szolgál a cikkben szereplő információk forrásmegjelöléseként.

## Forrás
- Phillips (2010. augusztus 1.). „The Great Library of Alexandria?”. Library Philosophy and Practice. ISSN 1522-0222.